# Bullet for My Valentine (EP)
Bullet for My Valentine es el primer EP por la banda de Gales Bullet for My Valentine. Salió al mercado el 15 de noviembre de 2004 por la discográfica Visible Noise en el Reino Unido. Se hizo un vídeo para la canción "Hand of Blood" para promocionar el EP. La canción "Cries in Vain" aparece en su primer LP The Poison

## Listado de canciones
1. "Hand of Blood" – 3:38
2. "Cries in Vain" – 3:59
3. "Curses" – 3:58
4. "No Control" – 3:33
5. "Just Another Star" – 2:55

## Listado de canciones en la versión japonesa
1. "Hand of Blood" – 3:38
2. "Cries in Vain" – 3:59
3. "Curses" – 3:58
4. "No Control" – 3:33
5. "Just Another Star" – 2:55
6. "4 Words (To Choke Upon)" - 3:43

## Caras B y mezclas
1. "Nation To Nation" (con Benji Webbe, demo de 1999 de "Turn To Despair") - 4:33
2. "Four Words To Choke Upon" (demo 2000) - 3:45
3. "Hand Of Blood" (demo 2000) - 3:30
4. "Seven Days" (demo 2000) - 3:26
5. "Turn To Despair" (lanzado en Wasted! 2000) - 3:24
6. "4 Words (To Choke Upon)" (lanzado en el sencillo 4 Words (To Choke Upon) y en la versión japonesa del EP) - 3:43
7. "Curses"' (extended mix) (lanzado en el sencillo 4 Words (To Choke Upon)) - 4:36
8. "Hand Of Blood" (clean remix) (aparece en la banda sonora del videojuego Need for Speed: Most Wanted) - 3:17

- Datos: Q949241